# Napeanthus
Napeanthus, rod gesnerijevki smješten u vlastiti tribus Napeantheae, dio potporodice Gesnerioideae. Sastoji se od 17 vrsta iz Meksika i Srednje i Južne Amerike.

## Opis
Kopnene, višegodišnje zeljaste biljke s rizomima. Stabljika kratka, polegla, ukorijenjena u čvorovima ili ± odsutna. Listovi nasuprotni, (sub)izofilni, peteljka kratka ili bez nje, sjedeći listovi spojeni linijom preko stabljike; plod je čahura uključena u postojanu čašku, duguljasta, jajolika ili kuglasta, s 2 ili 4 ventila, zalisci nisu postojani nakon odvajanja.

## Vrste
1. Napeanthus andinus Rusby
2. Napeanthus angustifolius Feuillet & L.E.Skog
3. Napeanthus apodemus Donn.Sm.
4. Napeanthus bracteatus C.V.Morton
5. Napeanthus ecuadorensis Fritsch
6. Napeanthus jelskii Fritsch
7. Napeanthus loretensis L.E.Skog
8. Napeanthus macrostoma Leeuwenb.
9. Napeanthus primulifolius (Raddi) Sandwith
10. Napeanthus primulinus (H.Karst.) Benth. & Hook.f. ex B.D.Jacks., tipična vrsta
11. Napeanthus reitzii (L.B.Sm.) B.L.Burtt ex Leeuwenb.
12. Napeanthus rigidus Rusby
13. Napeanthus riparius Philipson
14. Napeanthus robustus Fritsch
15. Napeanthus rupicola Feuillet & L.E.Skog
16. Napeanthus spathulatus Leeuwenb.
17. Napeanthus subacaulis (Griseb.) Benth. & Hook.f. ex Kuntze

## Sinonimi
- Marssonia H.Karst.; Fl. Columb. 1: 97. t. 48 (1859)
- Hatschbachia L.B.Sm.; Anais Bot. Herb. Barbosa Rodrigues 5: 37 (1953)